# Laboratorio Nacional del Gran Sasso
El Laboratorio Nacional del Gran Sasso (LNGS) es el centro de búsqueda subterráneo más grande en el mundo. Situado bajo la montaña Gran Sasso, en Italia, es bastante conocido en el campo de la investigación de física de partículas y es llevado por el Instituto Nacional de Física Nuclear de Italia (INFN). Además del laboratorio en la superficie, hay extensas instalaciones subterráneas debajo de la montaña. Las ciudades más cercanas son L'Aquila y Teramo. La instalación está localizada aproximadamente a {\displaystyle 120\ km} de Roma.
La principal misión del laboratorio es albergar experimentos que requieran un bajo ruido de fondo, principalmente en los campos de la física de astropartículas y la astrofísica nuclear, además de otras disciplinas que puedan beneficiarse de sus características y de sus infraestructuras.
El LNGS es, como los otros tres laboratorios europeos subterráneos de astropartículas (Laboratorio Subterráneo de Modane, Laboratorio subterráneo de Canfranc y Laboratorio Subterráneo de Boulby) un miembro del grupo de coordinación ILIAS.

## Instalaciones
El laboratorio consta de una instalación en la superficie, localizado dentro del parque nacional del Gran Sasso y Montes de la Laga, y de extensas instalaciones subterráneas localizadas cerca de un túnel de {\displaystyle 10\ km} largo por el que pasa una autopista.
Los primeros grandes experimentos en el LNGS empezaron en 1989; las instalaciones fueron más tarde ampliadas hasta ser ahora el laboratorio subterráneo más grande en el mundo.
Hay tres salas experimentales principales abovedadas en forma de barril, cada cual aproximadamente de {\displaystyle 20\ m} ancho, {\displaystyle 18\ m} de alto y {\displaystyle 100\ m} largo. Esto es aproximadamente {\displaystyle 3\times (20\times 100)=6000\ m^{2}} de suelo y {\displaystyle 3\times 20\times (8+10\times \pi /4)\times 100=95100\ m^{3}} de volumen. Incluyendo espacios más pequeños y varios túneles de conexión, el total de la instalación es de {\displaystyle 17800\ m^{2}} de suelo y {\displaystyle 180000\ m^{3}} de volumen.
Las salas experimentales están cubiertas por aproximadamente {\displaystyle 1400\ m} de roca, protegiendo los experimentos de los rayos cósmicos. Suministrando aproximadamente {\displaystyle 3400\ mwe} (metros equivalentes de agua) de escudo, no es el laboratorio subterráneo más profundo, pero el hecho de que se puede acceder a él conduciendo sin utilizar ascensores (como en otras minas) lo hace muy popular.

## Proyectos de investigación

### Investigación de neutrinos
Desde finales de agosto de 2006, el CERN ha dirigido una rayo de neutrinos muónicos desde el acelerador SPS en el CERN hasta el laboratorio del Gran Sasso, {\displaystyle 730\ km} de separación, donde son detectados por los detectores ÓPERA e ÍCARO en un estudio de la oscilación de neutrinos, que mejorará con los resultados del experimento MINOS del Fermilab.
En mayo de 2010, Lucia Votano, directora del laboratorio del Gran Sasso, anunció que "el experimento ÓPERA ha logrado su primer objetivo: la detección de un neutrino tauónico obtenido de la transformación (oscilación) de un neutrino muónico, el cual ocurrió durante el viaje de Ginebra al laboratorio del Gran Sasso." Este hallazgo indica una deficiencia en el Modelo Estándar de la física de partículas, ya que los neutrinos deberían de tener masa para que este cambio pueda ocurrir.
Un esfuerzo para determinar la naturaleza de Majorana/Dirac del neutrino, llamado CUORE (Observatorio Subterráneo Criogénico para Eventos Raros), está operando en el laboratorio (desde 2018). El detector está siendo aislado con plomo recuperado de un antiguo naufragio romano, debido a que la radiactividad de este plomo antiguo es más baja que la del plomo producido recientemente. Los artefactos fueron dados a CUORE por el Museo Arqueológico Nacional de Cagliari.
En septiembre de 2011, Dario Autiero de la colaboración de ÓPERA presentó hallazgos que indicaban que los neutrinos llegaban a ÓPERA aproximadamente 60 ns más pronto de lo que deberían si viajasen a la velocidad de la luz. Esta anomalía de neutrinos superlumínicos (así se le denominó) no fue inmediatamente explicada. Los resultados fueron posteriormente investigados y se confirmó, para alivio de la comunidad científica, que eran incorrectos. Estuvieron provocados por un cable de fibra óptica defectuoso en la recepción en el laboratorio de ÓPERA, resultando en la tardía llegada de la señal mediante la cual se comparaba la llegada de los neutrinos.
En 2014, el experimento Borexino midió directamente y por primera vez los neutrinos producidos en el proceso de fusión protón-protón que se produce en el Sol. Este resultado se publicó en Nature. Esta medida es consistente con las predicciones hechas por el modelo solar estándar de J. Bahcall junto con la teoría de la oscilación de neutrinos solares descrita por la teoría MSW. Pueda ser considerado como un paso importante para el entendimiento de la cadena PP que alimenta a nuestro Sol.

### Experimentos
- BOREXINO
- COBRA
- CRESST
- CUORE/Cuoricino
- DAMA/NaI
- GALLEX
- GNO
- LVD
- MACRO (finalizado)
- OPERA
- XENON